# Saint-Bonnet-de-Four
 Saint-Bonnet-de-Four  là một xã ở tỉnh Allier thuộc miền trung nước Pháp.